# Régions de Papouasie-Nouvelle-Guinée

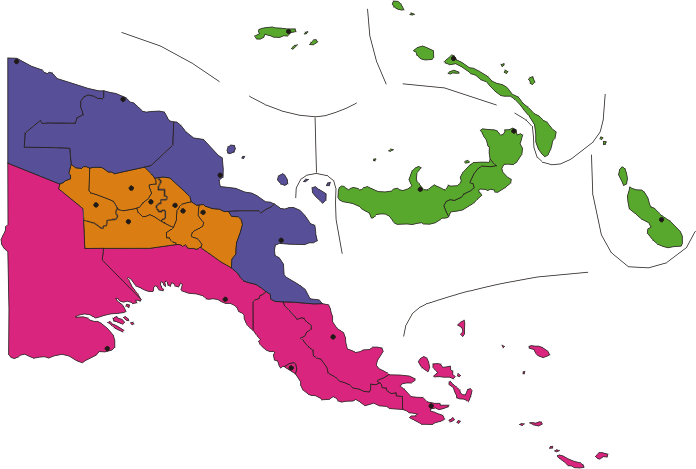
Carte de la Papouasie indiquant sa subdivision en régions :
Région des Hautes-Terres
Région des Îles
Région Momase
Région Papouasie

Les régions forment le niveau supérieur de subdivision territoriale de la Papouasie-Nouvelle-Guinée.

## Généralités
La Papouasie-Nouvelle-Guinée comporte quatre régions. Bien que les vingt provinces forment les principales subdivisions administratives du pays, les régions ont tout de même une signification dans la vie de tous les jours, car elles sont la base pour de nombreux services gouvernementaux (comme la police), les entreprises ou les compétitions sportives.

## Géographie
Chaque région regroupe plusieurs des vingt-et-une provinces et le district de la Capitale nationale :
- la région des Hautes-Terres comporte les sept provinces de l'île de Nouvelle-Guinée qui n'ont pas de façade maritime : Chimbu, Hautes-Terres orientales, Enga, Hautes-Terres méridionales, Hautes-Terres occidentales, Hela, Jiwaka ;
- la région des Îles regroupe les cinq provinces insulaires au nord-est du pays : Bougainville, Manus, Nouvelle-Bretagne occidentale, Nouvelle-Bretagne orientale et Nouvelle-Irlande ;
- la région Momase est située sur la côte nord de l'île de Nouvelle-Guinée et comporte quatre les provinces de Madang, Morobe, Sandaun et Sepik oriental. Le nom de la province est formé des deux premières lettres de Morobe, Madang et Sepik ;
- la région Papouasie, située sur la côté sud de l'île de Nouvelle-Guinée, comprend cinq provinces (province centrale, Golfe, Baie Milne, Province nord et Province ouest), ainsi que le district de la Capitale nationale.

## Liste
| Région                   | Superficie (km²) | Population (2000) | Densité (hab./km²) | Provinces |
| ------------------------ | ---------------- | ----------------- | ------------------ | --------- |
| Région des Hautes-Terres | +062 400,        | +1 960 992,       | +31,4              | +07,      |
| Région des Îles          | +057 500,        | +0741 663,        | +12,9              | +05,      |
| Région Momase            | +142 600,        | +1 426 375,       | +10,               | +04,      |
| Région Papouasie         | +200 340,        | +1 034 507,       | +05,2              | +06,      |
| Total                    | +462 840,        | +5 163 537,       | +11,2              | +22,      |